# Ý Yên (xã)
	Ý Yên		là một xã thuộc tỉnh Ninh Bình, Việt Nam. Trụ sở xã nằm cách phường Hoa Lư - trung tâm tỉnh lỵ Ninh Bình 10km về phía Đông.		
Theo Nghị quyết số 1674/NQ-UBTVQH15 ngày 16/6/2025 về sắp xếp các đơn vị hành chính cấp xã của tỉnh Ninh Bình năm 2025, 	sắp xếp xã Yên Phong và xã Hồng Quang (huyện Ý Yên), xã Yên Khánh, thị trấn Lâm thành xã mới có tên gọi là xã Ý Yên.	
Xã Ý Yên	có diện tích:	46,73	km², 	dân số:	53.419	người, mật độ dân số: 	1143	người/km². 	
Đây là đơn vị có diện tích xếp thứ:	10	, số dân xếp thứ: 	9	và mật độ dân số xếp thứ: 	67	trong số 129 xã, phường ở Ninh Bình. 
Phường này nằm trên Quốc lộ 10, 37C, 38B, Đường cao tốc Bắc – Nam và cũng là nơi có sông Đáy chảy qua.
1. ↑  Nghị quyết của Quốc hội về sắp xếp các đơn vị hành chính cấp xã của tỉnh Ninh Bình năm 2025